# Thorgan Hazard
Thorgan Ganael Francis Hazard [toʁˈɡɑ̃n aˈzɑʁ] (* 29. März 1993 in La Louvière) ist ein belgischer Fußballspieler. Er wird vorrangig offensiv im Mittelfeld oder auf dem Flügel eingesetzt. Seit September 2023 ist er für den belgischen Verein RSC Anderlecht im Einsatz. Von 2014 bis 2023 spielte er in der Bundesliga, bis 2019 für Borussia Mönchengladbach, anschließend für Borussia Dortmund.

## Karriere

### Vereine

#### Anfänge
Hazard entstammt der Jugend des unterklassigen belgischen Vereins Stade Brainois. Im Sommer 2003 wechselte er in die Jugend des belgischen Zweitligisten AFC Tubize. Im Sommer 2007 wechselte Hazard nach Frankreich in die Jugendakademie (Centre de Formation) des Erstligisten RC Lens. Nach dreijähriger Ausbildung rückte er in den Kader der zweiten Mannschaft auf und spielte in der vierten Liga. In der Saison 2010/11 kam er zu 21 Einsätzen, in denen er zwei Tore erzielte und schaffte daraufhin im Sommer 2011 den Sprung in den Kader der ersten Mannschaft, die nach ihrem Abstieg in der Ligue 2 spielte. Dort kam er am 30. Juli 2011, dem ersten Spieltag der Saison 2011/12, im Heimspiel gegen Stade Reims (0:2) zu seinem Profidebüt, als er in der 64. Minute für Serge Aurier eingewechselt wurde. In der Saison 2011/12 kam er zu 14 Einsätzen in der ersten Mannschaft und zu 13 Einsätzen, in denen er vier Tore erzielte, in der zweiten Mannschaft.

#### Über Chelsea nach Waregem
Ende Juli 2012 wurde Hazard vom Champions-League-Sieger FC Chelsea verpflichtet. Dort blieb er nur 37 Tage und kam in dieser Zeit zu einem Einsatz in der U21 sowie zu einem Einsatz in der A-Jugend im Rahmen der NextGen Series.
Am 31. August 2012 wurde Hazard bis zum Ende der Saison 2012/13 in seine Heimat an den Erstligisten SV Zulte Waregem verliehen. Die Leihe wurde nach Saisonende für die Spielzeit 2013/14 verlängert. In zwei Spielzeiten kam Hazard in 73 Ligaspielen zum Einsatz, in denen er 19 Treffer erzielte.

#### Borussia Mönchengladbach
Zur Saison 2014/15 kehrte Hazard nicht zum FC Chelsea zurück, sondern wechselte zunächst auf Leihbasis in die deutsche Bundesliga zu Borussia Mönchengladbach. Er erzielte am 6. Dezember 2014 beim 3:2-Sieg gegen Hertha BSC seinen ersten Bundesligatreffer. Am 23. Februar 2015 wurde er fest verpflichtet und mit einem bis zum 30. Juni 2020 laufenden Vertrag ausgestattet. Ein Angebot zur Verlängerung des Vertrages schlug Hazard, der einen Wechsel anstrebte, im April 2019 aus.

#### Borussia Dortmund

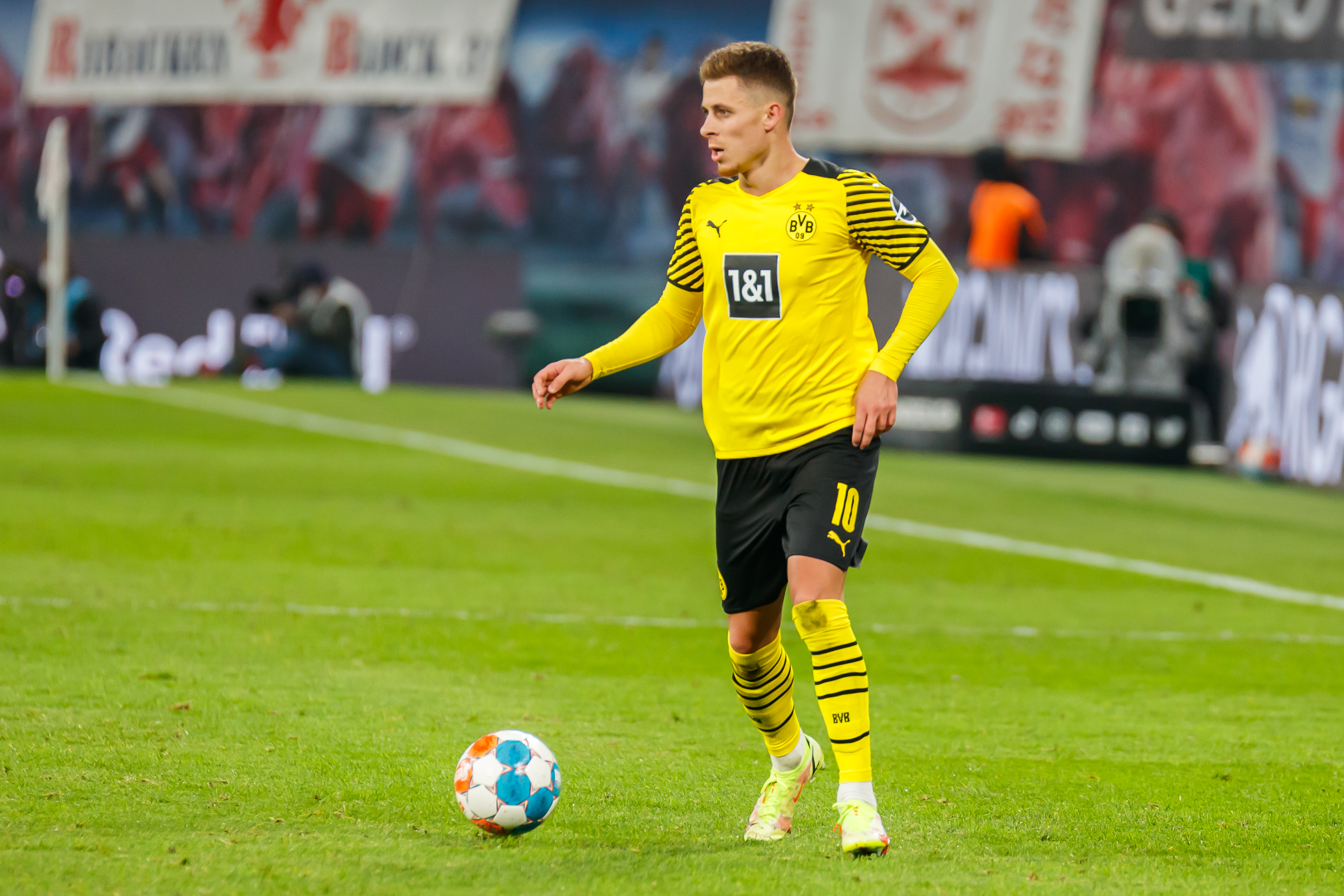
In einem Ligaspiel für den BVB (2021)

Zur Saison 2019/20 wechselte Hazard innerhalb der Bundesliga zu Borussia Dortmund, wo er auf seinen Nationalmannschaftskameraden Axel Witsel traf. Der Stürmer unterschrieb beim BVB einen bis 2024 laufenden Vertrag. Im August 2019 gewann Hazard seinen ersten Titel mit dem Verein, als der Doublesieger der Vorsaison, der FC Bayern München, mit 2:0 im DFL-Supercup besiegt wurde.
Am 14. Spieltag erzielte er sein 34. Bundesligator, wurde so zum Belgier mit den meisten Treffern in der höchsten deutschen Spielklasse und überholte Emile Mpenza (FC Schalke 04, Hamburger SV). Hazard fand sich, anders als beispielsweise der ebenfalls neu verpflichtete Julian Brandt, rasch im offensiv ausgerichteten System des ihm bereits bekannten Lucien Favre zurecht und kam anfangs überwiegend auf den Flügeln zum Einsatz, wo er als fähiger Vorbereiter glänzen konnte. Zum Saisonende hin besetzte er dann gemeinsam mit Brandt das offensive Mittelfeld. Der ruhige Belgier fiel vor allem durch seine Wendigkeit, seine vielen vorletzten Pässe sowie seinen Fleiß auf dem Feld auf.

#### PSV Eindhoven
Im Januar 2023 wurde Hazard bis Saisonende an die PSV Eindhoven verliehen.

#### RSC Anderlecht
Hazard unterschrieb Anfang September 2023, kurz vor Ende des belgischen Transferfensters, einen Vertrag beim belgischen Erstdivisionär RSC Anderlecht mit Laufzeit bis zum 30. Juni 2026. In seiner ersten Saison kam er auf 22 von 28 möglichen Ligaspielen, in denen er vier Tore schoss, und zwei Pokalspielen. Ab Mitte April 2024 fiel er bis Mitte Dezember 2024 in der nächsten Saison infolge eines Kreuzbandrisses aus. Dadurch kam er in der Saison 2024/25 auf 20 von 40 möglichen Ligaspielen, in denen er zwei Tore schoss sowie je vier Spiele im Pokal und in der Europa League.

### In der Nationalmannschaft
Hazard durchlief ab der U15 alle Jugendauswahlmannschaften des belgischen Fußballverbandes. Mit der belgischen U19-Nationalmannschaft schied er 2011 bei der Europameisterschaft in Rumänien in der Vorrunde als Tabellenletzter aus.
Beim 4:2-Auswärtssieg im Freundschaftsspiel gegen die USA am 30. Mai 2013 gab er unter Trainer Marc Wilmots sein Debüt für die belgische A-Nationalmannschaft, als er in der 84. Spielminute für Romelu Lukaku eingewechselt wurde. In der Folge wurde er, auch wegen seiner Abstellungen für die belgische U21-Nationalelf, drei Jahre lang nicht mehr nominiert. Am 26. August 2016 erhielt er vom neuen Trainer Roberto Martínez wieder eine Einladung. Am 9. November 2016 absolvierte er über drei Jahre nach seinem Debüt beim 1:1 im Testspiel in Amsterdam gegen die Niederlande sein zweites A-Länderspiel und bereitete das Tor zum Endstand vor.
In der Qualifikation für die Weltmeisterschaft 2018 kam er zu zwei Einsätzen und beim zweiten Einsatz, beim 4:0-Sieg in Brüssel gegen Zypern, gelang ihm mit dem Treffer zum 2:0 sein erstes Tor. Bei der Endrunde in Russland gehörte er neben seinem Bruder Eden zum Kader der Nationalmannschaft, Belgien wurde am Ende Dritter. Dabei kam er im Auftaktspiel gegen Panama und im letzten Gruppenspiel gegen England zum Einsatz.
Zur EM 2021 wurde Hazard in den belgischen Kader berufen und stand in vier von fünf Partien über die volle Spielzeit auf der linken Außenbahn auf dem Feld. Lediglich im letzten Gruppenspiel gegen Finnland wurde er, als der Gruppensieg bereits feststand, nicht einmal für die Reservebank berücksichtigt und durch Nacer Chadli ersetzt. Der Offensivspieler entschied mit einem Tor die Gruppenpartie gegen Dänemark, im Achtelfinale traf er hingegen erneut, woraufhin sein Team den Titelverteidiger Portugal mit 1:0 aus dem Turnier warf. Im Viertelfinale schied Hazard aber dann mit dem Weltranglistenersten gegen den späteren Europameister Italien aus.
Auch bei der Weltmeisterschaft 2022 gehörte er zum belgischen Kader und wurde im 2. und 3. Gruppenspiel eingesetzt. Als Dritter der Gruppe schied Belgien nach der Gruppenphase aus dem Turnier aus.

## Erfolge und Auszeichnungen
Borussia Dortmund
- DFL-Supercupsieger: 2019
- DFB-Pokalsieger: 2021

PSV Eindhoven
- Niederländischer Pokalsieger: 2023

Auszeichnungen
- Belgischer Goldener Schuh: 2013[17]
- Profi-Fußballer des Jahres: 2013/14[18]

## Sonstiges
Thorgans älterer Bruder Eden war ebenso Fußballspieler wie der jüngere Kylian (letzterer noch aktiv).
Sein Vorname ist eine Ableitung des Helden aus der Comicserie Thorgal. Er ist Vater dreier Töchter (* 2013, ? und 2019).